# NGC 4867
NGC 4867 је елиптична галаксија у сазвежђу Береникина коса која се налази на NGC листи објеката дубоког неба.
Деклинација објекта је + 27° 58' 14" а ректасцензија 12h 59m 15,5s. Привидна величина (магнитуда) објекта NGC 4867 износи 14,5 а фотографска магнитуда 15,5. Налази се на удаљености од 94,383 милиона парсека од Сунца. NGC 4867 је још познат и под ознакама MCG 5-31-62, CGCG 160-222, DRCG 27-133, PGC 44568.